# Хвильова концепція Тофлера
Хвильова́ конце́пція ро́звитку суспі́льства Елвіна Тоффлера — одна із систем періодизації розвитку суспільства. Виділяються три основні стадії («хвилі») розвитку людства: аграрна, індустріальна, постіндустріальна.
Найдетальніше ідею виклав  Тофлер в книзі «Третя хвиля».

## Перша хвиля—аграрна
Перша хвиля цивілізації почалася близько 10 тисяч років тому з переходом до осілості, прирученням (одомашнюванням) тварин, початком вирощування овочів та зернових культур, що призвело до створення аграрної (до-індустріальної) цивілізації. Характерними рисами першої хвилі є:
- вкрай повільне економічне зростання;
- повільне, але невпинне зростання кількості населення;
- низький рівень споживання у переважної більшості населення — на межі фізіологічного мінімуму;
- поділ праці існував у досить простих формах, хоча й виділилося до 300 специфічних ремесел;
- основним видом енергії була сила м'язів людини та тварини;
- головним засобом виробництва була земля, яку обробляли 80—97% населення;
- основний соціальний конфлікт — навколо проблем землеволодіння та землекористування;
- структура суспільства була жорстко ієрархічною і задавалася переважно неекономічними факторами — походженням, належністю, силою, владою, авторитетом тощо;
- соціальна та просторова мобільність практично були відсутні.

## Друга хвиля—індустріальна
Друга хвиля цивілізації почала підійматися в XVI ст. і привела до створення у другій половині XIX ст. індустріальної цивілізації. її кодами, згідне з  Тоффлером, стали:
- стандартизація — уніфікація виробничих процесів та продукції;
- вузька спеціалізація;
- синхронізація процесів у часі;
- концентрація виробництва та капіталу;
- максимізація обсягів виробництва;
- централізація управління.

Особливими рисами другої хвилі розвитку цивілізації стали:
- швидке економічне зростання;
- значне зростання чисельності населення;
- зростання споживання, рівня та якості життя (ці процеси характеризувались нестабільністю, циклічністю та нерівномірністю за країнами та регіонами);
- розподіл праці досяг дуже високого рівня;
- основний вид енергії — механічна (парові двигуни, двигуни внутрішнього згоряння та різноманітні генератори);
- головний засіб виробництва — промисловий капітал: будівлі, машини та обладнання; в промисловості зайнято 45—65% працездатного населення;
- основний соціальний конфлікт — між працею і капіталом;
- соціальна структура суспільства опирається на майнові фактори і формально не є жорстко ієрархічною;
- соціальна та просторова мобільність суттєво зросли.

## Третя хвиля—постіндустріальна
Третя хвиля цивілізації почала підніматися в середині XX ст. Вона призведе (а в деяких країнах вже призвела) до формування постіндустріальної (інформаційної) цивілізації. Суспільство третьої хвилі характеризується такими ознаками:
- суттєво знижуються темпи економічного зростання, але воно стає більш рівномірним;
- різко знижуються темпи зростання населення, а в окремих країнах, наприклад в Україні та деяких інших країнах Східної Європи навіть є від'ємні;
- рівень споживання передусім у високорозвинених країнах характеризується переходом від «кількості» до «якості» життя, від «суспільства масового споживання» до пошуку шляхів якісного вдосконалення умов життя людини;
- знижується рівень спеціалізації, і дедалі більший попит мають спеціалісти «широкого профілю»;
- основний вид енергії поки що важко визначити, але зрозуміло, що це буде один із нетрадиційних, альтернативних видів — ядерна (а можливо й не обов'язково), сонячна, геотермальна, енергія вітру, хвиль, припливів-відпливів або ще будь-яка інша, поки що невідома;
- головним засобом виробництва стають наукові знання, інформація, де буде зайнято від 55 до 75 відсотків працездатного населення;
- основний конфлікт — між знанням та некомпетентністю;
- паралельно змінюються і соціальна структура суспільства — на місце класового поділу приходить професійний;
- соціальна та просторова мобільність багаторазово зростає.

Перехід від другої до третьої хвилі, згідно з Стоуньєром, здійснюється в процесі трьох «кремнієвих» революцій:
- винайдення мікросхеми;
- створення фотоенергетичних батарей;
- розвитку парникового господарства.

Цей процес супроводжується переходом, від економіки, що виробляє товари, до обслуговувальної, сервісної економіки, запровадженням планування та контролю за технологічними змінами.
Даніел Белл ще понад тридцять років тому визначив основні завдання, які необхідно було вирішити у найближчі десятиліття для завершення переходу…